# Нисе
Нисе́ (фр. Nicey) — коммуна во Франции, находится в регионе Бургундия. Департамент коммуны — Кот-д’Ор. Входит в состав кантона Лень. Округ коммуны — Монбар.
Код INSEE коммуны — 21454.

## Население
Население коммуны на 2010 год составляло 130 человек.
| 1962 | 1968 | 1975 | 1982 | 1990 | 1999 | 2010 |
| ---- | ---- | ---- | ---- | ---- | ---- | ---- |
| 328  | 258  | 230  | 210  | 171  | 145  | 130  |

## Экономика
В 2010 году среди 73 человек трудоспособного возраста (15—64 лет) 52 были экономически активными, 21 — неактивными (показатель активности — 71,2 %, в 1999 году было 65,8 %). Из 52 активных жителей работали 47 человек (33 мужчины и 14 женщин), безработных было 5 (3 мужчин и 2 женщины). Среди 21 неактивных 3 человека были учениками или студентами, 12 — пенсионерами, 6 были неактивными по другим причинам.